# 恵州学院
恵州学院 (けいしゅうがくいん、簡体字：惠州学院、繁体字：惠州學院、拼音：Hùizhōu Xuéyuàn、英語：Huizhou University )は、中華人民共和国広東省恵州市に位置する総合大学。2000年より四年制大学に再編され、現在の校名となった。

## 概要
1921年に創立された公立大学で、学部学生数は約16600人、成人教育学生は約22800人である。敷地面積386,400㎡の緑が溢れる広大なキャンパス内には、図書館、メディアセンター、体育館、プール(屋内・屋外)、コンサートホール、学生寮などの施設が整備されている。
また、「学院」で終わる校名だが、歴とした四年制の公立大学である。中国では(国公立を含む)大学に、「○○大学」だけではなく「○○学院」という大学名が付くことがある。

## 設置学部
全16学部。中には、服飾デザイン学部やモデル養成コースといった特徴のある学科も存在する。

※「系」は日本の大学の「学部」にほぼ相当。
- 電子科学系
- 服装系
- 化学工程系
- 経済管理系
- 計算機科学系
- 教育科学系
- 建築与土木工程系
- 旅游系
- 美術系
- 生命科学系
- 数学系
- 体育系
- 外語系
日本語学科がある[8]。
- 音楽系
- 中文系
- 政治法律系